# Polystyliphora novaehollandiae
Polystyliphora novaehollandiae är en plattmaskart som beskrevs av Curini-Galletti 1998. Polystyliphora novaehollandiae ingår i släktet Polystyliphora och familjen Polystyliphoridae. Inga underarter finns listade i Catalogue of Life.